# Parker Griffith

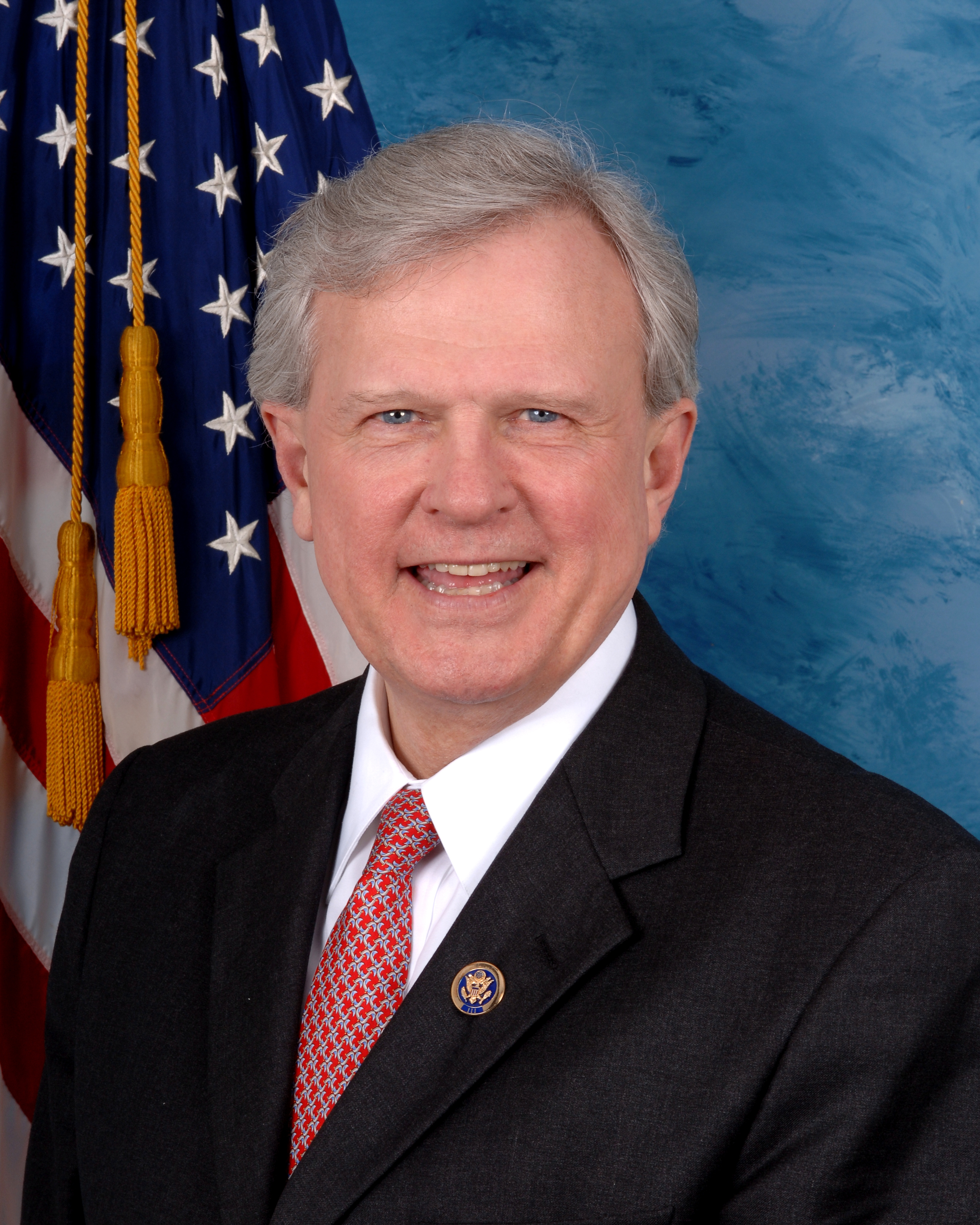
Parker Griffith

Parker Griffith (* 6. August 1942 in Shreveport, Louisiana) ist ein US-amerikanischer Politiker der Republikanischen Partei. Er war von 2009 bis 2011 Mitglied des US-Repräsentantenhauses und vertrat dort den fünften Kongresswahlbezirk des Bundesstaates Alabama.
Griffith wurde als Mitglied der Demokratischen Partei in den Kongress gewählt, wechselte jedoch am 22. Dezember 2009 aus Opposition zu verschiedenen Gesetzentwürfen wie beispielsweise der Gesundheitsreform oder dem Emissionshandelsgesetz zu den Republikanern über. Im Juni 2010 verlor er die Vorwahl seiner neuen Partei für die folgende Legislaturperiode gegen Mo Brooks, weshalb er im Januar 2011 wieder aus dem Parlament ausschied.
Vor seiner Wahl ins Repräsentantenhauses war Griffith von 2006 bis 2008 Mitglied des Senats von Alabama; im Jahr 2004 hatte er sich erfolglos um das Amt des Bürgermeisters von Huntsville beworben. Er studierte Medizin an der Louisiana State University und praktizierte an der University of Texas in Austin. Sein Fachgebiet ist die Onkologie. Griffith hat mit seiner Frau Virginia fünf Kinder.
Im Jahr 2014 kandidierte er erfolglos für das Amt des Gouverneurs von Alabama. Dabei unterlag er deutlich dem Amtsinhaber Robert J. Bentley. 2018 strebt er eine erneute Kandidatur an.